# Suworowskaja (Stawropol)
Suworowskaja (russisch Суво́ровская) ist eine Staniza in der Region Stawropol (Russland) mit 17.585 Einwohnern (Stand 14. Oktober 2010).

## Geographie
Die Staniza liegt am Nordrand des Großen Kaukasus, gut 100 Kilometer Luftlinie südöstlich des Regionsverwaltungszentrums Stawropol am Fluss Kuma. Die Vorberge des Kaukasus erheben sich in der Umgebung der Staniza auf etwa 600 m Höhe.
Suworowskaja gehört zum Rajon Predgorny und befindet sich etwa 25 Kilometer nordwestlich von dessen Verwaltungszentrum, der Staniza Jessentukskaja. Zur Ländlichen Siedlung Suworowskaja gehören neben der Staniza noch die Dörfer Swoboda (10 km südöstlich, 677 Einwohner) und Suchoosjorny (10 km westlich, 86 Einwohner) (2009).

## Geschichte
Die Staniza wurde 1825 von Kosaken des Chopjor-Regiments unter dem Namen Karantinnaja gegründet (von russisch karantin für Quarantäne, da dort nahe der damaligen Südgrenze des Russischen Reiches ein Quarantänelager eingerichtet wurde). 1835 (nach anderen Angaben bereits 1831) erhielt sie zu Ehren des Generalissimus Alexander Suworow (1730–1800) ihren heutigen Namen. Bis in die 1920er-Jahre gehörte die Staniza zur Abteilung Batalpaschinsk der Oblast Kuban.
Von 1924 bis 1928 sowie von 1934 bis 1957 war sie Verwaltungszentrum eines nach ihr benannten Rajons.
| Jahr | Einwohner |
| ---- | --------- |
| 1897 | 6.500     |
| 1939 | 8.052     |
| 1979 | 12.582    |
| 1989 | 14.172    |
| 2002 | 16.956    |
| 2010 | 17.585    |

Anmerkung: Volkszählungsdaten (1897 gerundet)

## Wirtschaft und Infrastruktur
Wirtschaftsgrundlage der Staniza sind der Anbau von Getreide, Obst und Gemüse sowie Betriebe der Lebensmittelindustrie auf dessen Grundlage.
Durch Suworowskaja verläuft die Fernstraße A156, die von Lermontow bei Pjatigorsk, wo Anschluss an die Magistrale M29 besteht, in die Hauptstadt der benachbarten Republik Karatschai-Tscherkessien Tscherkessk führt. Die nächstgelegene Bahnstationen befinden sich im gut 20 Kilometer südöstlich gelegenen Jessentuki und 40 Kilometer östlich in Mineralnyje Wody.